# 彭友今
彭友今（1914年7月—2005年2月21日），原名彭桂梁，曾用名彭陶、彭平、彭钦，四川省大竹县二郎乡人，中华人民共和国政治人物。

## 生平

### 民国时期
1935年考入北平大学法商学院，师从李达、许德珩、张西曼、陈豹隐等，后加入中国共产主义青年团，1936年转为中国共产党党员。在校期间担任法商学院学生会主席，“民先”小队长，参加一二·九运动，主办《救亡三日刊》；1937年七七事变后在西北大学组织运动；同年12年至延安学习，后任抗大第一大队政治教员。1938年12月，调中共陕西省委宣传部任宣传科长；1939年12月，由党组织派往中共中央南方局，在国统区长期从事地下工作。其问曾经董必武介绍任《时事新报》编辑，参与成立中国民族大同盟的工作；1941年后参加中国经济事业协进会、民主建国会、中国民主革命同盟和中国中小工厂联合会，并兼任常务理事兼组织部部长。曾任《商务日报》总编、主笔。

### 共和国时期
1950年至1954年在中共西南局工作，历任西南军政委员会人民监察委员会委员和西南局统战部党派处处长。1954年，调中共中央统战部，历任党派处副处长、处长、世界和平理事会理事、业务组组长和秘书长。1958年下放到山西崞县任县委书记。文化大革命开始后受迫害；1973年恢复工作，任统战系统沙洋“五七”干校校长，中央统战部业务组组长和秘书长等职。1978年后，任第五届全国政协副秘书长、机关党组副书记、书记；第六届全国政协秘书长、机关党组书记，政协提案委员会主任；第七届全国政协提案委员会副主任。创办《人民政协报》，并担任《当代中国的人民政协》主编，以及中国国际交流协会理事等职。2005年2月21日在北京逝世，享年91岁。